# Izawa Shiori
Izawa Shiori (井澤 詩織 (Tỉnh Trạch Thi Chức) sinh 1 tháng 2, 1987) là một nữ diễn viên lồng tiếng người Nhật đến từ tỉnh Saitama.

## Sự nghiệp lồng tiếng

### Anime truyền hình
- Sứ giả địa phủ (2008–2009), Tsubaki
- Durarara!! (2010), Shiri
- Princess Jellyfish (2010), Gocchan
- Maji de Watashi ni Koi Shinasai! (2011), Saki Mimori
- Bloody Bunny (2012), Bloody Bunny
- Fairy Tail (2012), Mary Hughes
- Girls und Panzer (2012), Moyoko Gotō, Nozomi Konparu, Midoriko Sono
- Inu X Boku SS (2012), Murai
- Arcana Famiglia (2012), Donatella, Fukurota
- Nakaimo - My Sister Is Among Them! (2012), Shogo Mikadono (lúc nhỏ)
- Sword Art Online (2012), Argo, Pina
- Tsuritama (2012), Emi Itō, Yumi Itō
- Genei o Kakeru Taiyō (2013), Schrödinger
- Karneval (2013), Rissun
- Log Horizon (2013–2014), Kawara
- Silver Spoon (2013), Mayumi Yoshino[1]
- Sword Art Online: Extra Edition (2013), Pina
- WataMote (2013), Alice
- Hero Bank (2014), Mashiro Kyōshī
- Hi-sCoool! SeHa Girls (2014), Mega Drive
- Mōzuki no Reitetsu (2014), Yashajirō
- Locodol (2014), Shōko Noda
- Monster Retsuden Oreca Battle (2014), Poochy Dragon, Red Dragon, Scarlet Dragon
- Noragami (2014), Moyu
- Sabagebu! (2014), vai phó chủ tịch hội học sinh
- Samurai Flamenco (2014), Hekiru's Niece
- Sword Art Online II (2014), Pina
- Witch Craft Works (2014), Tanpopo Kuraishi[2]
- Log Horizon 2 (2014–2015), Kawara
- Shirobako (2014–2015), Ai Kunogi
- Durarara!!×2 Shō (2015), Kiyomin
- Gangsta. (2015), Sig
- Go! Princess PreCure (2015), Stop
- Senki Zesshō Symphogear GX (2015), Micha Jawkan[3] (tập 1 - 8)
- Tantei Kageki Milky Holmes TD (2015), Decrescendo
- Gakusen Toshi Asterisk (2015), Saya Sasamiya[4]
- Tribe Cool Crew (2015), Moe
- Durarara!!×2 Ketsu (2016), Kiyomin
- Gakusen Toshi Asterisk 2 (2016), Saya Sasamiya
- Saijaku Muhai no Bahamut (2016), Tillfur Lilmit
- Taboo Tattoo (2016), Iltutmish
- Digimon Universe: Appli Monsters (2016), Mienumon
- Shakunetsu no Takkyū Musume (2016), Kururi Futamaru
- Kuzu no Honkai (2017), Noriko Kamomebata
- Seiren (2017), Miu Hiyama
- Mahojin Guru Guru 3rd (2017), Kebesubesu (tập 6, 15)
- Made in Abyss (2017), Nanachi
- Citrus (2018), Matsuri Mizusawa
- Sin: Nanatsu no Taizai (2018), Sandalphon[5]
- Planet With (2018), Ginko Kuroi[6]
- GeGeGe no Kitarō (2018) Camilla (tập 28, 30,)
- Uchi no Maid ga Uzasugiru! (2018), Yui Morikawa (tập 5, 9,)
- Chūkan Kanriroku Tonegawa (2018), Zawa Voice (007)
- Girly Air Force (2019), Phantom[7]
- Ueno-san wa Bukiyō (2019), Tamon[8]
- Kimetsu no Yaiba (2019), Kanata Ubuyashiki[9]
- Iruma-kun giá đáo! (2019), Dosanko[10]
- Vì con gái, tôi có thể đánh bại cả Ma vương (2019), Vint[11]
- XL Jо̄shi (2019), Saki Watase[12]
- Kono Yuusha ga Ore TUEEE kuse ni Shinchou sugiru (2019), Adenela[13]
- Eizōken ni wa Te o Dasu na! (2020), Robot Club Seki[14]
- Infinite Dendrogram (2020), Cheshire[15]
- Nekopara (2020), Azuki[16]
- Ishuzoku Reviewers (2020), Piltia[17]
- Zashiki-warashi no Tatami-chan (2020), Tatami-chan[18]
- Entaku Houkai (2021), Huadiao[19]
- Dragon, Ie o Kau. (2021), Pip[20]
- Full Dive (2021), Mizarisa[21]
- Blue Reflection Ray (2021), Shino Mizusaki[22]
- Edens Zero (2021), E.M. Pino[23]
- Ijiranaide, Nagatoro-san (2021), Sakura[24]
- Gyakuten Sekai no Denchi Shōjo (2021), Misa Kuroki[25]
- Shikkakumon no Saikyō Kenja (2022), Iris[26]
- Hairpin Double (2022), Green/Ellie Yokosuka[27]
- Shadowverse F (2022), Dragnir[28]
- Made in Abyss: Made in Abyss: Retsujitsu no Ōgonkyō (2022), Nanachi[29]
- Peter Grill to Kenja no Jikan: Super Extra (2022), Mithlim Nezarant[30]
- Chainsaw Man (2022), vai Pochita[31]
- Ái Tình Flops (2022), Raburin[32]
- Ijiranaide, Nagatoro-san  2nd Attack (2023), vai Sakura[33]
- Benriya Saitō-san, Isekai ni Iku (2023), vai Primas[34]
- Helck (2023), Piwi[35]
- Highspeed Etoile (2024), Komachi Towa[36]

### Phim anime điện ảnh
- Girls und Panzer Gekijouban (2015) - vai Sono Midoriko, Gotō Moyoko và Konparu Nozomi
- Pop In Q (2016), Aoi Hioka[37]
- Made in Abyss: Tabidachi no Yoake (2019)[38]
- Made in Abyss: Hōrō Suru Tasogare (2019)[38]
- Made in Abyss: Fukaki Tamashī no Reimei (2020)[39]
- Genkijouban Shirobako (2020), Kunogi Ai[40]
- Tokyo 7th Sisters: Bokura wa Aozora ni Naru (2021), Serizawa Momoka[41]
- Sword Art Online Progressive: Scherzo of Deep Night (2022), Argo[42]

### Trò chơi điện tử
- Caladrius (2013), Maria Therese Bloomfield
- Code of Joker (2013), Saya Kyōgokuin
- Caladrius Blaze (2014), Maria Therese Bloomfield
- Grimoire: Watashi-tachi Grimoire Mahō Gakuen (2014), Rina Yonamine
- Tokyo 7th Sisters (2014), Momoka Serizawa
- Idol Incidents (2015), Monika Chibana
- Senran Kagura Estival Versus: Shōjo-tachi no Sentaku (2015), Kafuru
- Chō Jigen Taisen Neptune VS Sega Hard Girls Yume no Gattai Special (2015), Mega Drive
- Icchibanketsu Online (2016), Princess Iwanaga
- Gakusen Toshi Asterisk Festa Hōka Kenran (2016), Saya Sasamiya
- Traumaster Infinity (2016), Rin Ikenobo
- Trickster: Shōkansamurai ni Naritai (2016), Nanna
- X-world (2016), Minerva
- Onmyōji (2017), Yōtō-hime
- Fate/Grand Order (2017), Assassin of Nocturnal Castle/Wu Zetian
- Honkai Impact 3 (2017), Higokumaru
- Ragnarok M: Eternal Guardians of Love (2018), Ariel
- Touhou LostWord (2020), Tewi Inaba (Voice 2)
- Genshin Impact (2020), Diona
- Alchemy Stars (2021), Eho
- Senjin Aleste (2021), Tanya Taezakura
- Soul Hackers 2 (2022), Ash

### Lồng tiếng phim nước ngoài
- Băng cướp thế kỷ: Đẳng cấp quý cô, Veronica (Nathanya Alexander)[43]